# Logos (seria wydawnicza)
Logos – książkowa seria wydawnicza wydawana w latach 1986-1996 w ramach Państwowego Wydawnictwa Naukowego

## Tomy wydane
- Aby być sobą. Wprowadzenie do analizy transakcyjnej (Rüdiger Rogoll 1995)
- Antropologia śmierci. Myśl francuska (wyboru dokonali i tł. Stanisław Cichowicz i Jakub Godzimirski 1993)
- Boża plantacja. Historia utopii amerykańskiej (Tomasz Żyro 1994)
- Człowiek intencjonalny (Kazimierz Obuchowski 1993)
- Depresja. Ujęcie psychoanalityczne (red. Katarzyna Walewska i Jerzy Pawlik 1992)
- Ethos rycerski i jego odmiany (Maria Ossowska 1986)
- Fascynacja złem. Eseje z teorii wartości (Maria Gołaszewska 1994)
- Filozofia rolnictwa (Ryszard Manteuffel-Szoege 1987)
- Filozofia utopii (Irena Pańków 1990)
- Filozoficzne podstawy logiki wielowartościowej (Eugeniusz Grodziński 1989)
- Istota masowego ubóstwa (John Kenneth Galbraith 1987)
- Jak modyfikować własne zachowania (Stanisław Mika 1987)
- Literatura Grecji starożytnej w zarysie (Jerzy Łanowski 1987)
- Mechanizmy regulacyjne ludzkiego działania (Zbigniew Skorny 1989)
- Melancholia małżeńska  (Mary Hinchliffe, Douglas Hooper, John Roberts 1987)
- Miłość i nienawiść (Irenaus Eibl-Eibesfeldt 1987)
- Mit i spektakl władzy (Stanisław Filipowicz 1988)
- Możliwe, lecz zakazane. O powinnościach prawa (Jean-Marc Varaut 1996)
- Mury milczenia. Cena wyparcia urazów dzieciństwa (Alice Miller 1991)
- Myślenie polityczne. Odwieczne pytania (Glenn Tinder 1995)
- Nerwica a samozniszczenie (Erwin Ringel 1992)
- O człowieku wielowymiarowym. Eeseje psychologiczne (Józef Kozielecki 1988)
- O inteligencji prawie wszystko. Kontrowersje wokół ilorazu inteligencji (Daniel Seligmann 1995)
- O konfliktach (Zdzisław Pawlak 1987)
- Paninterlingwa. Powszechny język międzynarodowy (Marian Susskin 1990)
- Pojedynki (Bartłomiej Szyndler 1987)
- Przekleństwo Androgyne. Transseksualizm – mity i rzeczywistość (Kazimierz Imieliński, Stanisław Dulko 1988)
- Psychologia tłumu (Gustave Le Bon 1994)
- Rewolucja psychoterapeutyczna. Od Mesmera do Freuda (Rewolucja psychoterapeutyczna: od Mesmera do Freuda (Léon Chertok, Raymond de Saussure 1988)
- Rozkosze demokracji (Philippe Braud 1995)
- Siły życia (Martin Gray 1988, 1990)
- Szukanie sensu czyli o naszej wielkiej zmianie (Paweł Kozłowski 1995)
- Teologia bomby. Narodziny systemu nuklearnego odstraszania 1939-1953 tom 1: Bomba Atomowa, tom 2: Nuklearny pokój 1945-1949, tom 3: Bomba termojądrowa (Przemysław Grudziński 1988)
- Umysł, mózg i nauka (John Searle 1995)
- W poszukiwaniu zdrowia psychicznego (Kazimierz Dąbrowski 1989)
- Wokół człowieka (praca zbiorowa, red. Maria Szyszkowska 1988)
- Wymiar sprawiedliwości. Między ideałem a rzeczywistością (Alain Peyrefitte 1987)
- Zaproszenie do socjologii (Peter Berger 1988)
- Złudzenia, które pozwalają żyć. Szkice z psychologii społecznej (red. Mirosław Kofta i Teresa Szutrowa 1991)
- Zmierzch cywilizacji biznesu (Robert Heilbroner 1988)
- Zysk z przestępstwa. Środki masowego przekazu a zjawiska kryminalne (Hans Joachim Schneider 1992)